# 李龍徳
李 龍徳（い よんどく、朝: 이용덕, 1976年 - ）は、韓国の小説家。在日韓国人3世。埼玉県川口市出身、大阪府在住。

## 経歴
早稲田大学第一文学部卒業。2014年、「死にたくなったら電話して」で第51回文藝賞を受賞してデビュー。2016年、『報われない人間は永遠に報われない』で第38回野間文芸新人賞候補。2020年、『あなたが私を竹槍で突き殺す前に』で第42回野間文芸新人賞を受賞する。

## 著作

### 単行本
- 『死にたくなったら電話して』（河出書房新社、2014年11月 / 河出文庫、2021年9月）
  - 初出:『文藝』2014年冬季号
- 『報われない人間は永遠に報われない』（河出書房新社、2016年6月）
  - 初出:『文藝』2016年春季号
- 『愛すること、理解すること、愛されること』（河出書房新社、2018年8月）
  - 初出:『文藝』2017年春季号
- 『あなたが私を竹槍で突き殺す前に』（河出書房新社、2020年3月 / 河出文庫、2022年3月）
  - 初出:『文藝』2018年秋季号 - 2019年秋季号
- 『石を黙らせて』（講談社、2022年1月）
  - 初出:『群像』2021年9月号

### アンソロジー収録
- 「反男性」（『文学2025』日本文藝家協会編、講談社、2025年6月）
  - 初出:『文藝』2024年春季号

### 雑誌掲載
- 「怜子」 - 『群像』2016年8月号[4]
- 「私の叔父の航海日誌」 - 『文藝』2025年春季号
- 「どうか大いなる哀れみを我らに」 - 『文藝』2025年夏季号